# Omni – Aviação e Tecnologia
Omni — Aviação e Tecnologia — португальский авиационный холдинг, основанный в 1988 году в качестве чартерной сезонной авиакомпании, ставший к концу 2010-х годов одним из крупнейших участников рынка коммерческих авиаперевозок страны с 11 дочерними компаниями, штатной численностью сотрудников 400 человек и годовым оборотом около 90 миллионов евро.

## Услуги
- регулярные пассажирские и грузовые авиаперевозки на самолётах и вертолётах;
- чартерные авиаперевозки на самолётах и вертолётах;
- сервисное и техническое обслуживание воздушных судов;
- подготовка и переподготовка лётного состава;
- маркетинговые и консалтинговые услуги в области гражданской авиации;

## Общая информация
Воздушный флот холдинга находится в ведении дочерней авиакомпании Aeromec, которая работает в соответствии с сертификатом JAR-OPS 145 эксплуатанта на регулярные и чартерных пассажирских и грузовых авиаперевозках, а также обеспечивает технический ремонт и сервисное обслуживание самолётов.
В конце 2009 года холдинг приобрёл чартерную авиакомпанию White Airways у национального перевозчика Португалии TAP Portugal. Подробности сделки в данное время не разглашаются, однако пресс-секретарь Omni — Aviação e Tecnologia подтвердил факт подписания контракта между компаниями.
В 2010 году Omni — Aviação e Tecnologia совместно с бразильскими инвесторами создал чартерную авиакомпанию Whitejets, которая с июня 2010 года начала выполнение пассажирских рейсов между аэропортами Бразилии и стран Карибского бассейна. В марте 2010 года авиакомпания получила необходимые для выполнения полётов разрешения, и выполнила первый рейс в июне 2010 года по маршруту Галеант (Рио-де Жанейро) — Виракопос–Кампинас и Варадеро (Куба). 

## Флот
По состоянию на апрель 2008 года воздушный флот Omni — Aviação e Tecnologia составляли следующие самолёты и вертолёты:
- 2 Airbus A319CJ (в авиакомпании White Airways)
- Bell 222
- Bell 206
- Bell 212
- Sikorsky S76
- Learjet 31
- Learjet 45
- Beechcraft 1900D
- Piper Seneca II
- Cessna 172
- Cessna 152
- Kappa 77
- EC135